# Тојокава
Тојокава (јап. 豊川市) град је у Јапану у префектури Аичи. Према попису становништва из 2005. у граду је живело 137.417 становника.

## Становништво
Према подацима са пописа, у граду је 2005. године живело 137.417 становника.
| 1995.   | 2000.   | 2005.   |
| ------- | ------- | ------- |
| 129.908 | 133.582 | 137.417 |